# Draft NBA 1977
Il Draft NBA 1977 si è svolto il 10 giugno 1977 a New York. Fu il primo draft che includeva le quattro franchigie passate alla NBA dalla American Basketball Association (Denver Nuggets, Indiana Pacers, New Jersey Nets e San Antonio Spurs).

## Giocatori scelti al 1º giro
|  | = Hall of Fame |  | = All-Star |

| Scelta | Giocatore                | Nazionalità | Squadra NBA            | Scuola/ex squadra    |
| ------ | ------------------------ | ----------- | ---------------------- | -------------------- |
| 1      | Kent Benson (C)          | Stati Uniti | Milwaukee Bucks        | Indiana              |
| 2      | Otis Birdsong (SG)       | Stati Uniti | Kansas City Kings      | Houston              |
| 3      | Marques Johnson (SF)     | Stati Uniti | Milwaukee Bucks        | UCLA                 |
| 4      | Greg Ballard (SF)        | Stati Uniti | Washington Bullets     | Oregon               |
| 5      | Walter Davis (SG)        | Stati Uniti | Phoenix Suns           | North Carolina       |
| 6      | Kenny Carr (SF/PF)       | Stati Uniti | Los Angeles Lakers     | North Carolina State |
| 7      | Bernard King (SF)        | Stati Uniti | New York Nets          | Tennessee            |
| 8      | Jack Sikma (C)           | Stati Uniti | Seattle SuperSonics    | Illinois Wesleyan    |
| 9      | Tom LaGarde (C)          | Stati Uniti | Denver Nuggets         | North Carolina       |
| 10     | Ray Williams (PG)        | Stati Uniti | New York Knicks        | Minnesota            |
| 11     | Ernie Grunfeld (PG)      | Stati Uniti | Milwaukee Bucks        | Tennessee            |
| 12     | Cedric Maxwell (PF)      | Stati Uniti | Boston Celtics         | UNC-Charlotte        |
| 13     | Tate Armstrong (SG)      | Stati Uniti | Chicago Bulls          | Duke                 |
| 14     | Wayne "Tree" Rollins (C) | Stati Uniti | Atlanta Hawks          | Clemson              |
| 15     | Brad Davis (PG)          | Stati Uniti | Los Angeles Lakers     | Maryland             |
| 16     | Rickey Green (PG)        | Stati Uniti | Golden State Warriors  | Michigan             |
| 17     | Bo Ellis (PF)            | Stati Uniti | Washington Bullets     | Marquette            |
| 18     | Wesley Cox (SF/PF)       | Stati Uniti | Golden State Warriors  | Louisville           |
| 19     | Rich Laurel (SG)         | Stati Uniti | Portland Trail Blazers | Hofstra              |
| 20     | Glenn Mosley (PF)        | Stati Uniti | Philadelphia 76ers     | Seton Hall           |
| 21     | Anthony Roberts (SF)     | Stati Uniti | Denver Nuggets         | Oral Roberts         |
| 22     | Norm Nixon (PG)          | Stati Uniti | Los Angeles Lakers     | Duquesne             |

## Giocatori scelti al 2º giro
| Scelta | Giocatore         | Nazionalità             | Squadra NBA            | Scuola/ex squadra |
| ------ | ----------------- | ----------------------- | ---------------------- | ----------------- |
| 23     | Mike Glenn        | Stati Uniti             | Chicago Bulls          | Southern Illinois |
| 24     | Larry Johnson     | Stati Uniti             | Buffalo Braves         | Kentucky          |
| 25     | Wilson Washington | Stati Uniti             | Philadelphia 76ers     | Old Dominion      |
| 26     | Glen Gondrezick   | Stati Uniti             | New York Knicks        | UNLV              |
| 27     | Glen Williams     | Isole Vergini Americane | Milwaukee Bucks        | St. John's        |
| 28     | Kim Anderson      | Stati Uniti             | Portland Trail Blazers | Missouri          |
| 29     | Alonzo Bradley    | Stati Uniti             | Indiana Pacers         | Texas Southern    |
| 30     | Steve Sheppard    | Stati Uniti             | Chicago Bulls          | Maryland          |
| 31     | Eddie Owens       | Stati Uniti             | Kansas City Kings      | UNLV              |
| 32     | Toby Knight       | Stati Uniti             | New York Knicks        | Notre Dame        |
| 33     | Eddie Jordan      | Stati Uniti             | Cleveland Cavaliers    | Rutgers           |
| 34     | Larry Moffett     | Stati Uniti             | Houston Rockets        | UNLV              |
| 35     | Mark Landsberger  | Stati Uniti             | Chicago Bulls          | Arizona State     |
| 36     | Ben Poquette      | Stati Uniti             | Detroit Pistons        | Central Michigan  |
| 37     | Jeff Wilkins      | Stati Uniti             | San Antonio Spurs      | Illinois State    |
| 38     | Ricky Love        | Stati Uniti             | Golden State Warriors  | UA Huntsville     |
| 39     | Phil Walker       | Stati Uniti             | Washington Bullets     | Millersville      |
| 40     | Robert Reid       | Stati Uniti             | Houston Rockets        | St. Mary's        |
| 41     | T.R. Dunn         | Stati Uniti             | Portland Trail Blazers | Alabama           |
| 42     | Bob Elliott       | Stati Uniti             | Philadelphia 76ers     | Arizona           |
| 43     | Herm Harris       | Stati Uniti             | Philadelphia 76ers     | Arizona           |
| 44     | Essie Hollis      | Stati Uniti             | New Orleans Jazz       | St. Bonaventure   |

## Giocatori scelti al 3º giro
| Scelta | Giocatore          | Nazionalità | Squadra NBA            | Scuola/ex squadra |
| ------ | ------------------ | ----------- | ---------------------- | ----------------- |
| 45     | Bill Paterno       | Stati Uniti | Kansas City Kings      | Notre Dame        |
| 46     | James Edwards      | Stati Uniti | Los Angeles Lakers     | Washington        |
| 47     | Gary Yoder         | Stati Uniti | Milwaukee Bucks        | Cincinnati        |
| 48     | Sam Smith          | Stati Uniti | Atlanta Hawks          | UNLV              |
| 49     | Eddie Johnson      | Stati Uniti | Atlanta Hawks          | Auburn            |
| 50     | Tony Hanson        | Stati Uniti | New Orleans Jazz       | Connecticut       |
| 51     | Stan Mayhew        | Stati Uniti | Indiana Pacers         | Weber State       |
| 52     | Joe Hassett        | Stati Uniti | Seattle SuperSonics    | Providence        |
| 53     | John Kuester       | Stati Uniti | Milwaukee Bucks        | North Carolina    |
| 54     | Lloyd McMillian    | Stati Uniti | New York Knicks        | Long Beach State  |
| 55     | Steve Grote        | Stati Uniti | Cleveland Cavaliers    | Michigan          |
| 56     | Skip Brown         | Stati Uniti | Boston Celtics         | Wake Forest       |
| 57     | Steve Puidokas     | Stati Uniti | Washington Bullets     | Washington State  |
| 58     | John Irving        | Stati Uniti | Detroit Pistons        | Hofstra           |
| 59     | Dan Henderson      | Stati Uniti | San Antonio Spurs      | Arkansas State    |
| 60     | Marlon Redmond     | Stati Uniti | Golden State Warriors  | San Francisco     |
| 61     | Jerry Schellenberg | Stati Uniti | Washington Bullets     | Wake Forest       |
| 62     | Phil Bond          | Stati Uniti | Houston Rockets        | Louisville        |
| 63     | Rickey Brown       | Stati Uniti | Portland Trail Blazers | Alabama           |
| 64     | Arnold Dugger      | Stati Uniti | Philadelphia 76ers     | Oral Roberts      |
| 65     | Robert Smith       | Stati Uniti | Denver Nuggets         | UNLV              |
| 66     | Mike Bratz         | Stati Uniti | Phoenix Suns           | Stanford          |

## Giocatori scelti nei giri successivi con presenze nella NBA
| Scelta | Giocatore        | Nazionalità | Squadra NBA           | Scuola/ex squadra |
| ------ | ---------------- | ----------- | --------------------- | ----------------- |
| 69     | Lewis Brown      | Stati Uniti | Milwaukee Bucks       | UNLV              |
| 71     | Greg Griffin     | Stati Uniti | Phoenix Suns          | Idaho State       |
| 72     | Dennis Boyd      | Stati Uniti | New Orleans Jazz      | Detroit Mercy     |
| 76     | Steve Hayes      | Stati Uniti | New York Knicks       | Idaho State       |
| 88     | Tony Robertson   | Stati Uniti | Los Angeles Lakers    | West Virginia     |
| 103    | Scott Sims       | Stati Uniti | San Antonio Spurs     | Missouri          |
| 104    | Ray Epps         | Stati Uniti | Golden State Warriors | Norfolk State     |
| 111    | Mark Crow        | Stati Uniti | New Jersey Nets       | Duke              |
| 115    | Billy McKinney   | Stati Uniti | Phoenix Suns          | Northwestern      |
| 117    | Tom Scheffler    | Stati Uniti | Indiana Pacers        | Purdue            |
| 136    | Alvin Scott      | Stati Uniti | Phoenix Suns          | Oral Roberts      |
| 151    | Lars Hansen      | Canada      | Los Angeles Lakers    | Washington        |
| 152    | Ralph Drollinger | Stati Uniti | New Jersey Nets       | UCLA              |
| 165    | Ricky Marsh      | Stati Uniti | Golden State Warriors | Manhattan         |
| 168    | John Olive       | Stati Uniti | Philadelphia 76ers    | Villanova         |